# Superpuchar Szwajcarii w piłce siatkowej mężczyzn (2021)
Superpuchar Szwajcarii w piłce siatkowej mężczyzn 2021 (oficjalnie Volleyball Supercup Männer 2021) – 23. edycja rozgrywek o Superpuchar Szwajcarii rozegrana 19 września 2021 roku w Mobiliar Arena w Muri bei Bern. W meczu o Superpuchar udział wzięły dwa kluby: mistrz Szwajcarii w sezonie 2020/2021 – Chênois Genève Volleyball oraz zdobywca Pucharu Szwajcarii 2021 – TSV Jona Volleyball. 
Po raz pierwszy zdobywcą Superpucharu Szwajcarii został klub TSV Jona Volleyball.
MVP spotkania zostali Czech Filip Habr z TSV Jona Volleyball oraz Serb Strahinja Brzaković z Chênois Genève Volleyball.

## Drużyny uczestniczące
| Drużyna                   | Osiągnięcia w sezonie 2020/2021 |
| ------------------------- | ------------------------------- |
| Chênois Genève Volleyball | mistrzostwo Szwajcarii          |
| TSV Jona Volleyball       | zdobycie Pucharu Szwajcarii     |

## Składy drużyn
| Nr                                                                         | Imię i nazwisko     | Rok urodzenia | Pozycja      |
| -------------------------------------------------------------------------- | ------------------- | ------------- | ------------ |
| 1                                                                          | Dejan Radić         | 1984          | środkowy     |
| 2                                                                          | Kilian Eaton        | 1999          | przyjmujący  |
| 3                                                                          | Etienne Hagenbuch   | 1994          | libero       |
| 5                                                                          | Damien Dubois       | 1994          | środkowy     |
| 7                                                                          | Dimityr Marinkow    | 1993          | przyjmujący  |
| 10                                                                         | Maikel van Zeist    | 1994          | środkowy     |
| 12                                                                         | Strahinja Brzaković | 1994          | atakujący    |
| 14                                                                         | Tom Liot            | 1998          | rozgrywający |
| 15                                                                         | Léo Meyer           | 1995          | rozgrywający |
| 17                                                                         | Denis Abramov       | 1999          | przyjmujący  |
| 18                                                                         | Anes Perezic        | 1999          | atakujący    |
| Trenerzy                                                                   |                     |               |              |
| Trener: Ratko Pavličević Asystenci trenera: Michel Legrand i Antoine Zaugg |                     |               |              |

| Nr                                                    | Imię i nazwisko   | Rok urodzenia | Pozycja      |
| ----------------------------------------------------- | ----------------- | ------------- | ------------ |
| 1                                                     | Yves Roth         | 1997          | atakujący    |
| 2                                                     | Samuel Blaser     | 1999          | libero       |
| 4                                                     | Silvano Conconi   | 2001          | przyjmujący  |
| 6                                                     | Anton Menner      | 1994          | przyjmujący  |
| 7                                                     | Guilherme Barbosa | 1983          | przyjmujący  |
| 8                                                     | Filip Habr        | 1988          | rozgrywający |
| 9                                                     | Ramon Caviezel    | 1998          | przyjmujący  |
| 10                                                    | Simon Margot      | 2001          | atakujący    |
| 11                                                    | Luca Beeler       | 1994          | przyjmujący  |
| 12                                                    | Linus Birchler    | 1998          | środkowy     |
| 13                                                    | Simon Maag        | 2001          | środkowy     |
| 14                                                    | Curdin Finschi    | 2000          | rozgrywający |
| 16                                                    | Joel Maag         | 1998          | środkowy     |
| 18                                                    | Moritz Bolli      | 1990          | środkowy     |
| Trenerzy                                              |                   |               |              |
| Trener: Dalibor Polák Asystenci trenera: Urs Winteler |                   |               |              |

## Mecz
| 19.09.2021 14:30 (UTC+2) | Chênois Genève Volleyball | 0:3 (20:25, 28:30, 22:25) | TSV Jona Volleyball | Mobiliar Arena, Muri bei Bern Widzów: 929 Sędziowie: François Troyon i Laura Rüegg MVP: Strahinja Brzaković i Filip Habr |